# Lepidochrysops wykehami
Wykeham's Blue (Lepidochrysops wykehami) là một loài bướm ngày thuộc họ Lycaenidae. Nó là loài đặc hữu của Nam Phi, nơi nó được tìm thấy ở the hills of the Kamieskroon area in the North Cape.
Sải cánh dài 36–44 mm đối với con đực and 42–46 mm đối với con cái. Con trưởng thành bay từ cuối tháng 8 đến tháng 10. Có một lứa một năm.
Ấu trùng ăn Selago species.